# Rushmere (Virginia)
Rushmere is een plaats (census-designated place) in de Amerikaanse staat Virginia, en valt bestuurlijk gezien onder Isle of Wight County.

## Demografie
Bij de volkstelling in 2000 werd het aantal inwoners vastgesteld op 1083.

## Geografie
Volgens het United States Census Bureau beslaat de plaats een oppervlakte van
22,0 km², waarvan 21,6 km² land en 0,4 km² water.

## Plaatsen in de nabije omgeving
De onderstaande figuur toont nabijgelegen plaatsen in een straal van 24 km rond Rushmere.